# Ágost Benárd

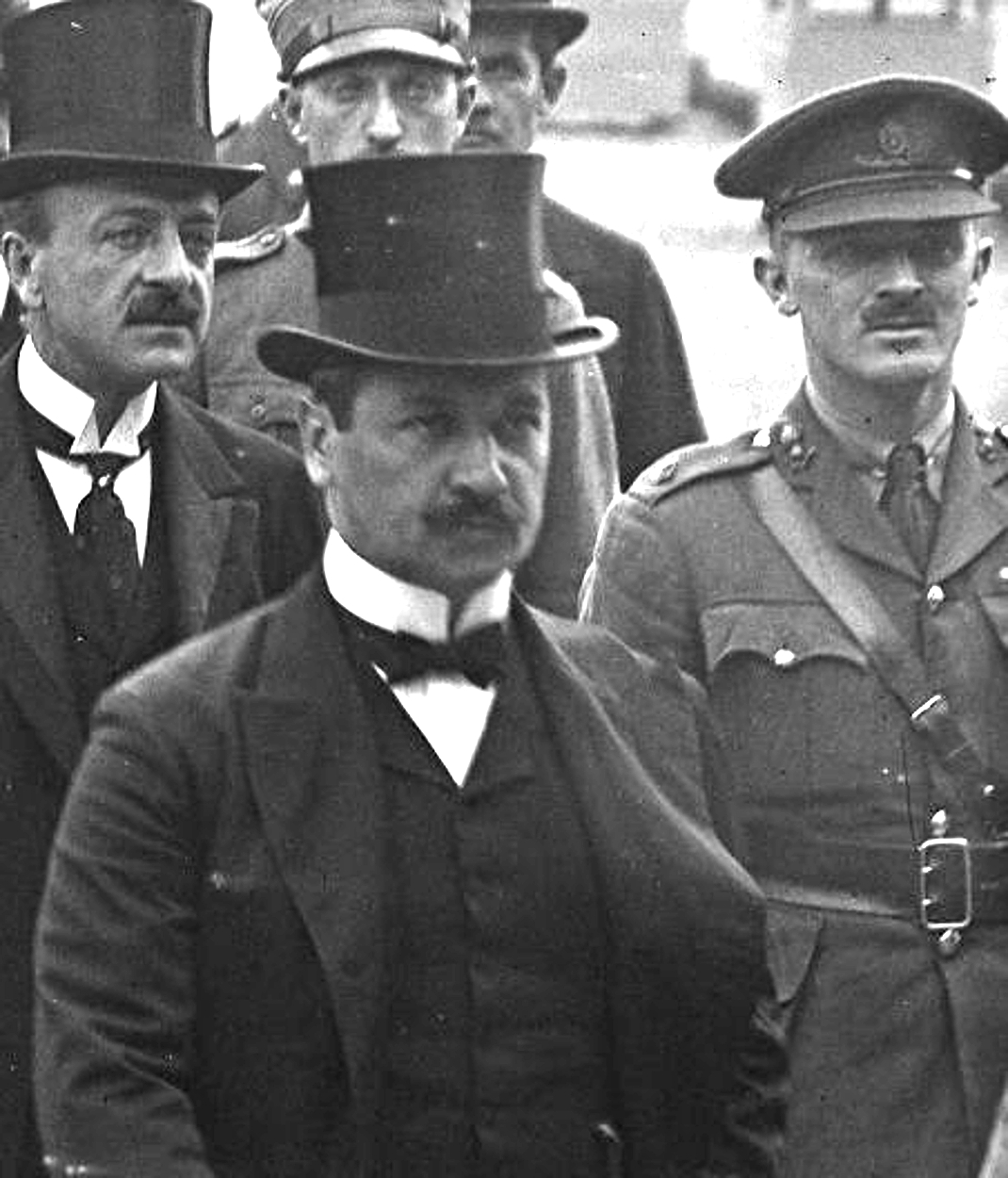
Ágost Benárd (vooraan)

Vitéz dr. Ágost Benárd (Boedapest, 3 januari 1880 - Balatonkenese, 22 juni 1968) was een Hongaars arts en politicus.

## Biografie
Benárd studeerde aan de Universiteit van Boedapest, waar hij in 1905 afstudeerde als arts. Tijdens de Eerste Wereldoorlog was hij militair arts. Hij was een tegenstander van Mihály Károlyi tijdens de Asterrevolutie en werd onder de Hongaarse Radenrepubliek tot de dood veroordeeld, maar slaagde erin naar Wenen te ontsnappen. Nadien was hij staatssecretaris in de regering-Huszár en vervolgens minister van Welzijn en Arbeid in de regering-Simonyi-Semadam en regering-Teleki I. In 1920 werd hij lid van de Hongaarse Landdag voor de Partij van Christelijke Nationale Eenheid en tekende het Verdrag van Trianon in naam van Hongarije, samen met Alfréd Drasche-Lázár. Nadat hij geen deel meer uitmaakte van de regering-Bethlen, richtte hij zijn eigen krant op: Nép. Hij was nogmaals lid van het Huis van Afgevaardigden van 1935 tot 1939 voor de Nationale Eenheidspartij, waarna hij de politiek definitief verliet.